# レジェンダリィ・テイルズ
『レジェンダリィ・テイルズ』(Legendary Tales)は1997年に発売されたイタリアのパワーメタルバンド、ラプソディーの1stアルバム。

## 解説
- ラプソディーの1stフルアルバムであり、2002年発表のアルバム『パワー・オブ・ザ・ドラゴンフレイム』まで続く「エメラルド・ソード・サーガ」シリーズの第一弾。

## 収録曲
全曲作詞：ルカ・トゥリッリ
作曲：ルカ・トゥリッリ, アレックス・スタロポリ
1. イーラ・テーナックス - Ira Tenax
2. ウォリアー・オブ・アイス - Warrior of Ice
3. レイジ・オブ・ザ・ウィンター Rage of the Winter
4. フォレスト・オブ・ユニコーンズ - Forest of Unicorns
5. フレイムス・オブ・リヴェンジ - Flames of Revenge
6. ヴァージン・スカイズ - Virgin Skies
7. ランド・オブ・イモータルズ - Land of Immortals
8. エコーズ・オブ・トラジディ - Echoes of Tragedy
9. ロード・オブ・ザ・サンダー - Lord of the Thunder
10. レジェンダリィ・テイルズ - Legendary Tales

## メンバー
- Fabio Lione - lead vocals
- Luca Turilli - guitars
- Alex Staropoli - keyboards
- Daniele Carbonera - drums